# Saint-Ferréol-de-Comminges
Saint-Ferréol-de-Comminges – miejscowość i gmina we Francji, w regionie Oksytania, w departamencie Górna Garonna. Nazwa miejscowości pochodzi od imienia św. Fereola.
Według danych na rok 1990 gminę zamieszkiwały 63 osoby, a gęstość zaludnienia wynosiła 11 osób/km² (wśród 3020 gmin regionu Midi-Pireneje Saint-Ferréol-de-Comminges plasuje się na 1000. miejscu pod względem liczby ludności, natomiast pod względem powierzchni na miejscu 1430.).